# Cristine Prosperi
Cristine Prosperi (ur. 7 kwietnia 1993 w Toronto) – kanadyjska aktorka, która wystąpiła m.in. w serialu Degrassi: Nowe pokolenie.

## Filmografia
| Rok       | Tytuł                                    | Rola           | Uwagi          |
| --------- | ---------------------------------------- | -------------- | -------------- |
| 2007      | Stir of Echoes: The Homecoming           | Iraqi Girl     | film TV        |
| 2007      | Your Beautiful Cul de Sac Home           | The Cat        | film           |
| 2009      | Najnowsze wydanie                        | Actor          | 1 odc.         |
| 2011–2012 | Really Me                                | Tiara          | 11 odc.        |
| 2011–2012 | Totally Amp'd                            | Aria           | 10 odc.        |
| 2011–2015 | Degrassi: Nowe pokolenie                 | Imogen Moreno  | w gł. obsadzie |
| 2013      | Nicky Deuce                              | Donna          | film TV        |
| 2015      | Open Heart                               | Mikayla Walker | 12 odc.        |
| 2015      | We Are Disorderly                        | Sydney         | 1 odc.         |
| 2016      | His Double Life                          | Scarlett       | film TV        |
| 2016      | Raising Expectations                     | Chantal        | 1 odc.         |
| 2017      | The Wrong Neighbor                       | Lisa           | film TV        |
| 2017      | Bring It On: Worldwide Cheersmack        | Destiny        | film DVD       |
| 2018      | Murdered at 17                           | Brooke Emerson | film TV        |
| 2018      | A Wedding for Christmas                  | Haley          | film TV        |
| 2019      | The Wrong Cheerleader                    | Becky          | film TV        |
| 2020      | Killer Competition                       | Sarah          | film TV        |
| 2021      | The Wrong Prince Charming                | Anna           | film TV        |
| 2021      | Nine Films About Technology              | Kayla          | 1 odc.         |
| 2022      | Love, Game, Match                        | Liz Harris     | film TV        |
| 2022      | It's Beginning to Look a Lot Like Murder | Diana          | film TV        |